# Gran Premi de Portugal del 1990
Resultats del Gran Premi de Portugal de Fórmula 1 de la temporada 1990, disputat al circuit d'Estoril el 23 de setembre del 1990.

## Resultats
| Pos | No | Pilot              | Equip               | Voltes | Temps/ Retirada | Pos. de sortida | Punts |
| --- | -- | ------------------ | ------------------- | ------ | --------------- | --------------- | ----- |
| 1   | 2  | Nigel Mansell      | Ferrari             | 61     | 1h 22' 11. 0    | 1               | 9     |
| 2   | 27 | Ayrton Senna       | McLaren - Honda     | 61     | + 2.808 s       | 3               | 6     |
| 3   | 1  | Alain Prost        | Ferrari             | 61     | + 4.189 s       | 2               | 4     |
| 4   | 28 | Gerhard Berger     | McLaren - Honda     | 61     | + 5.896 s       | 4               | 3     |
| 5   | 20 | Nelson Piquet      | Benetton - Ford     | 51     | + 57.418 s      | 6               | 2     |
| 6   | 19 | Alessandro Nannini | Benetton - Ford     | 61     | + 58.249 s      | 9               | 1     |
| 7   | 6  | Riccardo Patrese   | Williams - Renault  | 60     | + 1 Volta       | 5               |       |
| 8   | 4  | Jean Alesi         | Tyrrell - Ford      | 60     | + 1 Volta       | 8               |       |
| 9   | 9  | Michele Alboreto   | Arrows - Ford       | 60     | + 1 Volta       | 19              |       |
| 10  | 25 | Nicola Larini      | Ligier - Ford       | 59     | + 2 Voltes      | 22              |       |
| 11  | 23 | Pierluigi Martini  | Minardi - Ford      | 59     | + 2 Voltes      | 16              |       |
| 12  | 15 | Mauricio Gugelmin  | Leyton House - Judd | 59     | + 2 Voltes      | 14              |       |
| 13  | 10 | Alex Caffi         | Arrows - Ford       | 58     | Accident        | 17              |       |
| 14  | 30 | Aguri Suzuki       | Lola - Lamborghini  | 58     | Accident        | 11              |       |
| 15  | 21 | Emanuele Pirro     | Dallara - Ford      | 58     | + 3 Voltes      | 13              |       |
| Ret | 26 | Philippe Alliot    | Ligier - Ford       | 52     | Accident        | 20              |       |
| Ret | 7  | David Brabham      | Brabham - Judd      |        | Caixa canvi     | 25              |       |
| Ret | 16 | Ivan Capelli       | Leyton House - Judd |        | Motor           | 12              |       |
| Ret | 5  | Thierry Boutsen    | Williams - Renault  |        | Motor           | 7               |       |
| Ret | 29 | Éric Bernard       | Lola - Lamborghini  |        | Caixa canvi     | 10              |       |
| Ret | 8  | Stefano Modena     | Brabham - Judd      |        | Caixa canvi     | 23              |       |
| Ret | 12 | Martin Donnelly    | Lotus - Lamborghini |        | Alternador      | 15              |       |
| Ret | 11 | Derek Warwick      | Lotus - Lamborghini |        | Part mecànica   | 21              |       |
| Ret | 18 | Yannick Dalmas     | AGS - Ford          |        | Part mecànica   | 24              |       |
| Ret | 22 | Andrea de Cesaris  | Dallara - Ford      |        | Virolla         | 18              |       |
| NVS | 3  | Satoru Nakajima    | Tyrrell - Ford      |        | No va sortir    |                 |       |
| NVC | 14 | Olivier Grouillard | Osella - Ford       |        |                 |                 |       |
| NVC | 24 | Paolo Barilla      | Minardi - Ford      |        |                 |                 |       |
| NVC | 17 | Gabriele Tarquini  | AGS - Ford          |        |                 |                 |       |
| NVC | 31 | Bertrand Gachot    | Coloni - Ford       |        |                 |                 |       |
| NVC | 33 | Roberto Moreno     | Euro Brun - Judd    |        |                 |                 |       |
| NVP | 34 | Claudio Langes     | Euro Brun - Judd    |        |                 |                 |       |
| NVP | 39 | Bruno Giacomelli   | Life - Judd         |        |                 |                 |       |

## Altres
- Pole: Nigel Mansell 1' 13. 557

- Volta ràpida: Riccardo Patrese 1' 18. 306 (a la volta 56)